# Начальник управления национальной гвардии США
Начальник управления Национальной гвардии США (англ. Chief of the National Guard Bureau — CNGB) — старший по рангу офицер Национальной гвардии США , член Объединённого комитета начальников штабов.
По статусу он признанный федеральными властями офицер, находящийся на действительной службе, отслуживший не менее десяти лет на признанной федеральными властями служб в резервах армии или ВВС, в армейском резерве, армии Национальной гвардии, командования резерва ВВС, ВВС Национальной гвардии. Кандидатура начальника выдвигается президентом США из числа офицеров в ранге генерал-майора или выше, которые соответствуют требованиям определённым министром обороны и председателем Объединённого комитета начальников штабов, по совету или (и) рекомендации губернаторов соответствующего штата и их служебных секретарей. Номинация должна получить одобрение большинства голосов Сената. Начальник служит четыре года по усмотрению президента США. В настоящее время начальник по статусу — четырёхзвёздочный генерал армии или ВВС, проходит действительную службу как офицер резерва.

## История
В 1908 году [командование] армии США создало управление [по делам] милиции для надзора над подготовкой и готовностью Национальной гвардии согласно принятому закону о милиции 1903 года. С 1908 по 1911 главой управления по делам армии милиции был Эразмус М Уивер-младший, он стал первым человеком на этой должности. Закон о национальной обороне 1920 года предписывал чтобы пост главы управления по делам милиции занимал офицер Национальной гвардии. В 1921 году пост главы управления занял офицер национальной гвардии штата Пенсильвания Джордж Рикардс, став первым офицером — национальным гвардейцем на этом посту и занимал пост до своей отставки в 1925 году.
В сентябре 1947 года были созданы ВВС Национальной гвардии, учреждены посты главы армейской дивизии и главы воздушного дивизиона с подчинением главе Национальной гвардии. В 1953 году директор ВВС Национальной гвардии Ирл Т. Рик служил главой управления Национальной гвардии, став первым офицером ВВС, занявшим это пост. В середине 1970-х звание главы управления Национальной гвардии было повышено с генерал-майора до генерал-лейтенанта, таким образом, Ла Верн Е. Вебер стал первым трёхзвёздочным генералом на этом посту.
В 2009 глава управления Национальной гвардии Крейг Макинли был повышен в звании до полного генерала и стал первым начальником управления в таком звании. В 2012 году начальник управления Национальной гвардии Крейг Макинли вошёл в состав Объединённого комитета начальников штабов, став седьмым его членом. Закон о соответствующем расширении (третьим по счёту) Объединённого комитета начальников штабов был подписан 31 декабря 2011 года. Члены Объединённого комитета сопротивлялись этому расширению, но президент Обама выполнил своё обещание, данное в ходе предвыборной кампании 2008 года.
30 июня 2016 года кандидатура заместителя начальника управления Национальной гвардии генерала-лейтенанта Джозефа Ленджила была одобрена Сенатом США. Ленджил был повышен в звании до полного генерала и занял пост начальника управления Национальной гвардии, приняв пост у своего предшественника в ходе церемонии 2 августа.

## Флаг начальника управления национальной гвардии США

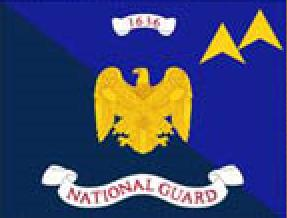

Предыдущая версия флага начальника управления Национальной гвардии действовала с 1998 по 2008 годы. Тёмно-синий цвет символизирует армию Национальной гвардии, светло-синий — ВВС Национальной гвардии. Значок в центре является гербом управления Национальной гвардии. Два треугольника справа от герба символизируют летательные аппараты и представляют ВВС Национальной гвардии.
Настоящая версия флага была принята в 2008 году после повышения звания начальника управления Национальной гвардии до полного генерала.

## Список начальников управления Национальной гвардии
| Number | Name                                     | Service | From             | To               |
| ------ | ---------------------------------------- | ------- | ---------------- | ---------------- |
| 1      | Полковник Erasmus M. Weaver, Jr.         | Армия   | 14 февраля 1908  | 14 марта 1911    |
| 2      | Бригадный генерал Robert K. Evans        | Армия   | 15 марта 1911    | 31 августа 1912  |
| 3      | Генерал-майор Albert L. Mills            | Армия   | 1 сентября 1912  | 18 сентября 1916 |
| (и.о.) | Полковник George W. McIver               | Армия   | 18 сентября 1916 | 26 октября 1916  |
| 4      | Генерал-майор William A. Mann            | Армия   | 26 октября 1916  | 26 ноября 1917   |
| 5      | Генерал-майор Jesse McI. Carter          | Армия   | 26 ноября 1917   | 15 августа 1918  |
| (и.о.) | Бригадный генерал John W. Heavey         | Армия   | 15 августа 1918  | 5 февраля 1919   |
| 5      | Генерал-майор Jesse McI. Carter          | Армия   | 5 февраля 1919   | 28 июня 1921     |
| 6      | Генерал-майор George C. Rickards         | Армия   | 29 июня 1921     | 28 июня 1925     |
| 7      | Генерал-майор Creed C. Hammond           | Армия   | 29 июня 1925     | 28 июня 1929     |
| (и.о.) | Полковник Ernest R. Redmond              | Армия   | 29 июня 1929     | 30 сентября 1929 |
| 8      | Генерал-майор William G. Everson         | Армия   | 1 октября 1929   | 30 ноября 1931   |
| 9      | Генерал-майор George E. Leach            | Армия   | 1 декабря 1931   | 30 ноября 1935   |
| (и.о.) | Полковник Herold J. Weiler               | Армия   | 1 декабря 1935   | 16 января 1936   |
| (и.о.) | Полковник John F. Williams               | Армия   | 17 января 1936   | 30 января 1936   |
| 10     | Генерал-майор Albert H. Blanding         | Армия   | 31 января 1936   | 30 января 1940   |
| 11     | Генерал-майор John F. Williams           | Армия   | 31 января 1940   | 30 января 1944   |
| (и.о.) | Генерал-майор John F. Williams           | Армия   | 31 января 1944   | 31 января 1946   |
| 12     | Генерал-майор Butler B. Miltonberger     | Армия   | 1 февраля 1946   | 29 сентября 1947 |
| 13     | Генерал-майор Kenneth F. Cramer          | Армия   | 30 сентября 1947 | 4 сентября 1950  |
| (и.о.) | Генерал-майор Raymond H. Fleming         | Армия   | 5 сентября 1950  | 13 августа 1951  |
| 14     | Генерал-майор Raymond H. Fleming         | Армия   | 14 августа 1951  | 15 февраля 1953  |
| (и.о.) | Генерал-майор Earl T. Ricks              | USAF    | 16 февраля 1953  | 21 июня 1953     |
| 15     | Генерал-майор Edgar C. Erickson          | Армия   | 22 июня 1953     | 31 мая 1959      |
| (и.о.) | Генерал-майор Winston P. Wilson          | ВВС США | 1 июня 1959      | 19 июля 1959     |
| 16     | Генерал-майор Donald W. McGowan          | Армия   | 20 июля 1959     | 30 августа 1963  |
| 17     | Генерал-майор Winston P. Wilson          | ВВС     | 31 августа 1963  | 31 августа 1971  |
| 18     | Генерал-майор Francis S. Greenlief       | Армия   | 1 сентября 1971  | 23 июня 1974     |
| 19     | Генерал-лейтенант La Vern E. Weber       | Армия   | 16 августа 1974  | 15 августа 1982  |
| 20     | Генерал-лейтенант Emmett H. Walker, Jr.  | Армия   | 16 августа 1982  | 15 августа 1986  |
| 21     | Генерал-лейтенант Herbert R. Temple, Jr. | Армия   | 16 августа 1986  | 31 января 1990   |
| 22     | Генерал-лейтенант John B. Conaway        | ВВС     | 1 февраля 1990   | 1 декабря 1993   |
| (и.о.) | Генерал-майор Philip G. Killey           | ВВС     | 2 декабря 1993   | 1 января 1994    |
| (и.о.) | Генерал-майор Raymond F. Rees            | Армия   | 2 января 1994    | 31 июля 1994     |
| (и.о.) | Генерал-майор John R. D'Araujo, Jr.      | Армия   | 1 августа 1994   | 30 сентября 1994 |
| 23     | Генерал-лейтенант Edward D. Baca         | Армия   | 1 октября 1994   | 31 июля 1998     |
| 24     | Генерал-лейтенант Russell C. Davis       | ВВС     | 4 августа 1998   | 3 августа 2002   |
| (и.о.) | Генерал-майор Raymond F. Rees            | Армия   | 4 августа 2002   | 10 апреля 2003   |
| 25     | Генерал-лейтенант H Steven Blum          | Армия   | 11 апреля 2003   | 17 ноября 2008   |
| 26     | Генерал Крейг Р. Маккинли                | ВВС     | 17 ноября 2008   | 6 сентября 2012  |
| 27     | Генерал Frank J. Grass                   | Армия   | 7 сентября 2012  | 3 августа 2016   |
| 28     | Генерал Joseph L. Lengyel                | ВВС     | 3 августа 2016   | 3 августа 2020   |
| 29     | Генерал Дэниел Р. Хокансон               | Армия   | 3 августа 2020   | 2 августа 2024   |
| 30     | Генерал Стивен С. Нордхаус               | ВВС     | 2 октября 2024   |                  |